# ビウレット
ビウレットもしくはバイウレット (英: biuret [baɪjərɛt]) は、有機化合物。尿素が2量化した構造をもつ。
常温常圧では白色の固体で、熱水に溶ける。186-189℃で分解。尿素を融点以上で加熱すると、アンモニアが分子間脱離してビウレットが生じる。
2 CO(NH2)2 → (CONH2)2NH  + NH3

## 特性基
「ビウレット」（bi- + urea + -et）は特性基として R-NH-CO-NR'-CO-NH-R'' という構造をもつ化合物の一般名としても使われる。ビウレット化合物はイソシアネートの3量化によっても生成する。例としてはウレタン樹脂などで用いられる1,6-ヘキサメチレンジイソシアネートの3量体であるHDIビウレットがある。

## ビウレット反応

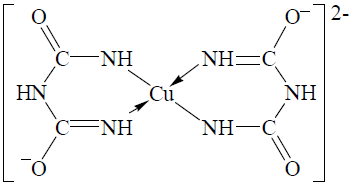
ビウレットは銅（II）イオンに配位し、六員環のキレートを作る。このとき鮮やかな赤紫色を呈する。

ビウレット反応は、タンパク質の検出に用いられる一つであり、タンパク質とビウレット化合物が銅に対して同じ呈色をすることから命名されたものである。試薬としてビウレット化合物を使用するわけではない。